# Ada D'Aloja
Ada D'Aloja Ameglio (Bolonia, 26 de junio de 1900-Morelia, 27 de agosto de 2004) fue una antropóloga, química, geógrafa, docente e investigadora italiana naturalizada mexicana desde 1960.
Es reconocida por ser una de las fundadoras de la carrera de antropología física en México, así como de la actual Escuela Nacional de Antropología e Historia. Su trabajo influenció, sobre todo, a las primeras generaciones de antropólogas y antropólogos en este país. Se le considera como una de las pioneras en reconocer el potencial de la investigación genética en los estudios poblacionales. Incursionó en el estudio de las poblaciones vivas.

## Trayectoria
En 1924 se inscribió en la Facultad de Ciencias de la Universidad de Roma, en Italia. En 1928 obtuvo su primer doctorado en química. Posteriormente, en 1932, obtuvo su segundo doctorado en geografía.
En 1933 el Comitato Italiano per lo Studio dei Problemi della Popolazione inició sus estudios en México, y gracias al consejo de su profesor, Guiseppe Sergi, D'Aloja se trasladó a dicho país en este mismo año al presentar también interés por la antropología.

### Docencia
De 1939 a 1941 Ada D’Aloja Ameglio cofundó “la carrera de antropología física en el Departamento de Antropología de la Escuela Nacional de Biología del Instituto Politécnico Nacional, departamento que se convirtió en 1942 en la actual Escuela Nacional de Antropología e Historia de la Secretaría de Educación Pública.”
En estos inicios impartió las materias de antropología física general, estadística y biometría. Debido a la Segunda Guerra Mundial y al haber conservado su nacionalidad italiana, tuvo que renunciar a sus puestos en México, pero después, de 1944 a 1962, volvió a ser profesora de la Escuela Nacional de Antropología, ahora en las cátedras de demografía, biotipología, seminario de investigación antropológica y de genética humana. 
De igual manera, de 1953 a 1960, impartió los cursos de antropología física, demografía y estadística en la Facultad de Ciencias Políticas y Sociales de la Universidad Nacional Autónoma de México.
En distintos momentos entre 1954 y 1976 fue profesora de estadística, demografía y antropología física en la ahora Universidad de las Américas en Cholula, Puebla, México. Es esta misma universidad fue jefa del Departamento de Antropología y Sociología entre 1975 y 1976.

### Investigación
De 1937 a 1939 sus estudios antropológicos y demográficos se centraron en diversos grupos indígenas de Guatemala, Nicaragua, Honduras y El Salvador. Los datos antropométricos que obtuvo habías sido, al menos hasta el 1999, los únicos registrados para estas poblaciones.
Como investigadora del Departamento de Antropología Física del Museo Nacional de Antropología de México, en el periodo de 1939 a 1941, obtuvo datos antropométricos entre el pueblo chinanteco, de Oaxaca, y escolares de Mixquic, del entonces Distrito Federal.  
“Fue nombrada jefa del Laboratorio de Biotipología del Instituto Politécnico Nacional (1942-1952). De hecho, ella introdujo los conocimientos de la Escuela Biotipológica Italiana en México y publicó en 1947 (en colaboración con José Gómez Robleda) la primera exposición de la metodología seguida por Viola y Bárbara para determinar el biotipo. Simultáneamente obtuvo datos sobre el reflejo óculo-cardiaco en 1 534 alumnos de esta institución que publicó en 1953 y obtuvo datos de capacidad física entre los indígenas otomíes del Valle del Mezquital, Hidalgo”.
Investigó las condiciones físicas de trabajadores de la mina de Nativitas de la Sierra de Juárez, Oaxaca en 1945.
Fue nombrada como investigadora de tiempo completo de 1955 a 1966 en el Instituto de Investigaciones Sociales de la Universidad Nacional Autónoma de México, donde comienza a estudiar las diferencias morfológico-funcionales entre trabajadores y estudiantes de San Luis Potosí, México. 

## Algunas publicaciones
- 1939. Informe sobre la investigación antropológica-demográfica realizada en Centroamérica.[4]
- 1940. Sobre la variabilidad de algunas características antropológicas entre indígenas centroamericanos.
- 1942. Sobre la variabilidad de algunos caracteres antropométricos observados en grupos indígenas centroamericanos.
- 1953. Exploración del sistema de regulación autónoma de un grupo de estudiantes del Instituto Politécnico Nacional de México.
- 1959. La familia, la casa.
- 1960. Caracteres somáticos de los indios otomís.
- 1980. La población del Valle del Mezquital.
- 1981. Fecundidad en un pueblo rural.
- 1982. Corolario a Data antropométrica.
- 1983. La hora del nacimiento en El Mezquital.
- 1983. Condición del recién nacido en El Mezquital.
- 1987. Chinantecos y zapotecos; comparación entre algunos caracteres somatométricos.
- 1987. Determinación dinamométrica.
- 1987. Condiciones del recién nacido en El Mezquital.
- 1988. Características somatofisiológicas de un grupo zapoteca de la Sierra de Juárez, Oaxaca.
- 1989. Función pulmonar en mineros de la Sierra de Juárez, Oaxaca.
- 1993. Población de la ciudad de San Luis Potosí: datos bio-antropológicos.
- 1997. "Mortalidad infantil en una zona rural del Valle del Mezquital.[5]
- 1998. Antropometría chinanteca